# Sebkha-Chott
Sebkha-Chott est un groupe de rock avant-gardiste originaire du Mans. Il intègre une mythologie et un univers uniques (Ohreland) à toutes ses actions (CD, concerts, communication).
Distribué par un label de rock progressif, Musea, le groupe est régulièrement catalogué dans des styles très différents comme heavy metal et jazz fusion. La difficulté de les classer n'est pas sans lien avec les styles auto-proclamés qu'ils se sont attribués : « mekanik metal disco » jusqu'en 2008, « abstract low-coast hip-hop », « concrete violence », « avantporn mekanik metal » à partir de 2009, régulièrement trouvé sous la forme condensée : « bizarre avantporn mekanik theatercore » à partir de 2012, puis « mekanik dubstep forain »  à partir de 2014.
Les références les plus souvent citées pour comparer Sebkha-Chott sont Frank Zappa, Magma, Mr Bungle et Fantômas,. Le groupe est depuis le départ fondamentalement engagé dans une démarche d'indépendance et d'art libre.

## Biographie

### Origines et débuts (1999–2003)
Sebkha-Chott est formé au Mans par Yüla Slipobitch et Wladimir Ohrelianov II (les membres du groupe ne souhaitent pas que leurs identités réelles soient révélées - cf. section Mythologie), alors étudiants. La formation de départ est notamment constituée de Yüla Slipobitch (batterie) et Wladimir Ohrelianov II (basse). En 2000, la formation est remise à plat, avec l'arrivée d'Antòn Pinokiov à la guitare et Alter Frabrovitch aux claviers. Il n'y a pas de chanteur. Le groupe enregistre une première maquette nommée Ma Kët I, qui comporte les titres Bienvenue à Babylone et Pinok'ïo.
En 2002, une section soufflante intègre Sebkha-Chott à travers Marx Bronosov (trombone) et Labial Aerostick (saxophone alto). Le groupe enregistre une seconde maquette, nommée La Légende de l'électroménager qui comporte quatre titres : Manuel, Bienvenue à Babylone, La Descente de Frabrot le Vieil et Carpe Diem. Des influences latines se font entendre, notamment du côté de la section rythmique, et l'arrivée des cuivres oriente cet album du côté du jazz-funk et de la fusion plus que du metal. Les premiers concerts datent également de cette période. La section soufflants est agrémentée d'une trompette jouée par le Comte Benito del Amafia.
Sebkha-Chott trouve son premier chanteur en la personne de Mustach'Man, personnage charismatique qui va pousser le groupe vers la mise en scène théâtralisée de ses concerts. Mustach'Man ira jusqu'à interpréter plusieurs personnages au sein d'un même concert. À partir de ce moment-là, les concerts de Sebkha-Chott prennent la forme d'une farce, en déployant l'univers d'une dictature absurde dirigée par un tyran de pacotille. Ce virage est essentiel, car il va définitivement instaurer l'usage des personnages mythologiques dans toutes les actions de Sebkha-Chott.
L'album De l'existence de la mythologie chottienne en 7 cycles est enregistré entre 2002 et 2003, et sortira à l'automne 2004, sans être distribué dans un premier temps. Ce n'est qu'en 2006 que Musea le distribuera sous le label Musea Parallèle. Vedior Bis intègre Sebkha-Chott en tant que narrateur. À l'occasion de cet enregistrement, le comte Benito Del Amafia est remplacé par Cristobal del Amafia. Ils cohabiteront pendant un unique concert hommage à Frank Zappa. Sebkha-Chott fait ses premiers concerts hors Sarthe en 2003, notamment au Festival International de Musiques Universitaires, scène de l'Arsenal, à Belfort. Entre autres éléments importants, Sebkha-Chott participe au festival de commémoration de la mort de Frank Zappa, à l'Inventaire au Mans, en compagnie de Mentat Routage, Electro Addict Band et Nasal Retentive Orchestra. Ce concert fait l'objet d'une captation vidéo.

### Premiers albums (2004–2007)
Leur premier album, De l'existence de la mythologie chottienne en 7 cycles, est réalisé. Antòn Pinokiov quitte le groupe, et est remplacé par MerouMan. La section soufflants quitte Sebkha-Chott et est remplacée par le Comte P.A.Squale del Amafia aux saxophones alto et soprano, dont on retiendra qu'il n'a pas joué de saxophone durant le seul concert qu'il a fait avec Sebkha-Chott (ce concert a fait l'objet d'une captation vidéo). Un second saxophoniste rejoint le groupe pour une période très courte, mais le quitte très rapidement. Tzom Trümb devient le nouveau tromboniste du groupe, peu avant que P.A.Squale del Amafia ne le quitte.
Mustach'Man quitte le groupe en 2005, pour se lancer dans un nouveau projet de chanson nommé La Muette. Il est remplacé par Hrabe Black Sebbath (chant) et la Comtesse Gnania del Amafia (chant). Des machines électroniques sont intégrées alors que Siphon Trounezöhle (machines) y prend place. Peu avant l'été, MerouMan prévient de son intention de partir et Capt'n Roses (guitare) est son remplaçant. Les deux guitaristes cohabiteront sur Nagah Mahdi. L'enregistrement de Nagah Mahdi a lieu l'été 2005, à la MJC Plaine du Ronceray. Pour l'enregistrement, Labial Aerostick, P.A.Squale del Amafia et Mustach'Man réintègrent le groupe, ainsi que divers invités : Grümse (voix - Electro Addict Band), Arno (voix - Carnival in Coal), Petit Zornbergette (claquettes - Mentat Routage), David Rabillet (cajon), Mimetic Angel (voix), Guilty (platines - Anes et Bateaux / DJ Guilty), Jules Lefranc Gaulois Kaïser (percussions), VaGoDor deu Sahpun (saxophone baryton), le collectif GenBaku (improvisation dirigée).
À la suite d'un crash informatique, une partie de l'enregistrement est perdue. De nouvelles prises sont faites en octobre 2005. La sortie de l'album sur le label Musea est décalée. Alter Frabrovitch est remplacé par Benoît Popol II aux claviers. Le Va GoDor deu Sahpun intègre Sebkha-Chott au saxophone baryton, et Jules Lefranc Gaulois Kaïser aux percussions. Hrabe Black Sebbath quitte le groupe en 2006 ; c'est désormais principalement Wladimir Ohrelianov II qui tiendra les lignes de chant masculin, épaulé par Benoît Popol II et Capt'n Roses. Nagah Mahdi - Opuscrits en 48 rouleaux sort sur le label Musea, donnant à Sebkha-Chott une visibilité internationale. De l'existence de la mythologie chottienne en 7 cycles est également distribué par Musea à compter de cette période. Nagah Mahdi remporte un franc succès auprès de la critique, en particulier dans le monde du rock progressif. La Comtesse del Amafia quitte Sebkha-Chott. Sebkha-Chott lance sa première tournée thématique intitulée Opération Coin Coin en 2007, au cours de laquelle ils croiseront par deux fois la route de Sleepytime Gorilla Museum, rencontre importante pour les orientations artistiques à venir du groupe.

### Autres albums (2008–2009)
Pendant l'été 2008, Sebkha-Chott enregistre simultanément Nigla[h] et De la persistance à bord de la Péniche excelsior au studio de l'AMMD. À l'issue de l'enregistrement, la formation se sépare de Benoît Popol II, et de Jules LeFrance Gaulois Kaïser. Le clavier sera désormais réparti entre Wladimir Ohrelianov II et Tzom Trümb (via un vibraphone MIDI), et les percussions seront assurées par Yüla Slipobitch, essentiellement. Le 30 octobre 2008, Nigla[h] - Tapisseries fines en XXX strips et LXX/X trompettes sort sur le label Musea. Cet album marque un tournant en étant beaucoup plus lourd et obscur que les précédents, l'influence de Sleepytime Gorilla Museum s'y fait ressentir. Le groupe tourne en Europe en compagnie des Canadiens d'Unexpect pour défendre l'album. À la suite de cette tournée, Capt'n Roses fait savoir qu'il quitte le groupe. Sebkha-Chott se retrouve alors dans une période de doute.
En 2009, dans cette période de questionnement, des choix s'opèrent, VaGoDor deu Sahpun et Siphon Trounezöhle quittent également bientôt le groupe. Wladimir Ohrelianov II et Yüla Slipobitch décident alors de poursuivre en intégrant les machines de manière plus intensive, volonté historique du groupe, mais jamais assouvie faute de temps.
De la persistance de la mythologie chottienne en ??? vélos sort sur le label Musea. Tzom Trümb quitte le groupe, tandis que Souv Ponky Ponk le rejoint au saxophone et lumières, accompagné de Cousin Sub à la guitare et à la production sonore. La formule est alors celle d'un double semi-quatuor, réparti pour moitié sur scène (Wladimir Ohrelianov II et Yüla Slipobitch) et pour moitié en régie (Cousin Sub et Souv Ponky Ponk). L'essentiel de cette année est passé à monter le nouveau spectacle et le setup de synchronisation machines/lumières/vidéoprojection qui l'accompagne. Ce set-up est basé sur des logiciels libres uniquement. Pendant l'été 2009, Cousin Sub quitte le poste de guitariste, et poursuit la production sonore. C'est Wladimir Ohrelianov II qui prendra la guitare en plus de la basse. Souv'Ponk quitte la régie pour arriver sur scène.

### Derniers albums et séparation (2010–2015)
Sebkha-Chott reprend le chemin de la scène, et croise à cette occasion Extra Life, autre rencontre fondamentale, qui confirme le groupe dans l'orientation qu'il a prise de travailler une matière sonore globale. Cela rejoint l'influence de Sleepytime Gorilla Museum. Pendant l'été, Sebkha-Chott joue aux Zappanales, festival hommage à Frank Zappa, partageant l'affiche avec notamment Napoleon Murphy Brock, Robert Martin, et Ike Willis. À la suite de la mini-tournée de l'été, Sebkha-Chott retourne travailler sur le setup de scène qui s'est avéré trop compliqué à monter. Les enregistrements du Ne[XXX]t Epilog commencent pendant l'hiver.
L'année 2012 est essentiellement passée à mixer Ne[XXX]t Epilog, et concevoir de nouvelles parties du set-up. On notera cependant l'apparition de Tupac Promo, un personnage destiné à communiquer en langues crétines avec les terrestres. Le 1er mars, ils jouent à Angers. Cousin Sub quitte Sebkha-Chott. Au printemps 2012, Sebkha-Chott retourne sur scène dans une tournée intitulée The Ne[XXX]t Tour. La sortie physique de Ne[XXX]t Epilog v1.0 a lieu le 22 septembre 2012. L'annonce officielle de sortie précise que la libération digitale de l'album aura lieu le 18 octobre sur le site Jessica.
En 2013, Yüla Slipobitch et Souv Ponky Ponk quittent le groupe et sont remplacés par les Geminos Nots Awful Mitzahal Jacquie et Nots Awful Mitzahal Michel. À l'automne 2015, le groupe annonce l'album Carpets and Tapestries. L'album est dédié à Gilles BRU Brugère, mort au début de 2014. Il sort finalement en juillet 2019 sous le nom Crpts Nd Tpstrz.

## Engagement politico-artistico-philosophique
Sebkha-Chott est un groupe dont les décisions, le parcours et le fonctionnement global sont basés sur un engagement politique ferme, en faveur de l'indépendance, d'une part, de l'écologie, d'autre part, et enfin de l'art libre. La création de l'AMMD en 2003 était une réponse au besoin de travailler avec une structure qui puisse défendre cette éthique. Les tenants et les aboutissants de cet engagement peuvent être découverts dans une rubrique dédiée du site du groupe et dans l'émission de radio Symbiose dédiée à l'AMMD, diffusée sur Radio Libertaire (Paris) le 16 juin 2012.

## Concerts
Les concerts de Sebkha-Chott sont le moment privilégié d'existence d'Ohreland. À chaque concert, un rapport hiérarchique est établi entre la Kour Sebkha-Chott et le public (qui prend le rôle du peuple, de gré ou de force).
L'atmosphère qui se dégage des concerts de Sebkha-Chott est très particulière : la base absurde est telle que le contenu ne peut réellement être pris au sérieux, mais en contrepartie, la prise à partie du public est tellement forte (en particulier lorsqu'il ne réagit pas spontanément), qu'une certaine forme de gêne ou de défi peut parfois s'instaurer. Quelles que soient les réactions du public, la Kour Sebkha-Chott s'appuie dessus pour construire le concert. Chaque spectacle est donc un événement unique car ni la setlist ni même les discours ne sont définis à l'avance. Il existe cependant quelques constantes : les concerts s'ouvrent sur une entrée triomphale des personnages (et ce depuis 2007), qui donne rapidement sur un discours du Tyran qui définit généralement la problématique qui va suivre, et ils se terminent sur la mort de l'ensemble des membres de la Kour Sebkha-Chott, exécutés des mains mêmes du Tyran, ou de ses plus proches miliciens.

## Mythologie

### Origines
Depuis la création du groupe, les membres de Sebkha-Chott ont fait le choix de ne pas révéler leurs noms, et de dissimuler derrière des personnages fictifs. Sebkha-Chott, actuellement dénommée la Kour Sebkha-Chott, est donc un ensemble de personnages tout droit sortis d'une mythologie inventée par le groupe. Cette mythologie est la seule forme de communication et d'apparition du groupe, qu'il s'agisse des concerts, du web, des interviews, et même des CD. Cette mythologie est dénommée mythologie Chottienne ou mythologie Ohrelandaise.

### Univers
L'Univers posé par la mythologie créée par Sebkha-Chott est un univers autoritaire, dictatorial et absurde. Il repose sur un ensemble de lieux, de personnages et de concepts, certains très clairs et documentés, d'autres très flous. L'absurde et le second degré sont des constantes de cette mythologie, qui ne fait pas toujours l'effort de le préciser.

### Ohreland
Ohreland est le pays dans lequel la Kour Sebkha-Chott vit. C'est un monde itinérant, qui n'a de contact avec la Terre que lors des concerts de Sebkha-Chott (généralement dénommés escales par le groupe). Le régime politique est celui d'une dictature qui dure depuis 10 000 ans (cette durée ne change pas au fil des ans), avec un seul et unique tyran : Wladimir Ohrelianov II.
Topologiquement, Ohreland est un lopin de terre motorisé par un V8. On en trouve des représentations dans tous les albums du groupe, mais toujours d'un point de vue assez lointain. Il semble qu'Ohreland soit l'amalgame d'une couche organique (racines) à sa base, et d'une zone extrêmement urbanisée (nombreux immeubles) sur sa partie haute.
Les membres de Sebkha-Chott expliquent qu'ils ont imaginé le monde d'Ohreland comme une croisée entre les Le Roi et l'Oiseau de Paul Grimault et Jacques Prévert, La Révolte à deux sous de Bernard Clavel et les différentes villes de Final Fantasy, en particulier les éditions VI, VII et VIII :
- une ville basse sale, sans accès à la lumière, remplies de pauvres gens, laborieux,
- une ville haute resplendissante, pleine de faste, technoïde, réservée à une élite restreinte,
- une juxtaposition d'architecture du Moyen Âge avec des objets de technologie avancée.

Sa capitale est Babylone, mais on n'y connaît pas d'autres villes, et parfois Ohreland est également présenté comme une ville.

#### Personnages
Ohreland est segmenté en trois strates de population (surtout en deux strates) :
- l'élite, actuellement dénommée la Kour Sebkha-Chott (Kour est une référence à la cour d'un roi et au crew en Hip Hop, rédigé krou par le groupe Stupeflip) - tous les membres de Sebkha-Chott à l'exception de Mustach'Man et Hrabe Black Sebbath incarnent ou ont incarné un-e membre de cette élite,
- le peuple, dont on ne connaît pas précisément les effectifs (plusieurs milliards sont régulièrement cités, mais c'est peu probable compte tenu de la taille supposée d'Ohreland), la moyenne d'âge (récemment elle a été annoncée à 9999 ans), et qui est incarné par le public dans toutes les apparitions de Sebkha-Chott (concerts, web, interview, CD),
- la résistance, composée de Mustach'Man, puis de Hrabe Black Sebbath, qui s'oppose au Tyran. Depuis le départ de Hrabe Black Sebbath il n'y a plus de résistance à Ohreland.

La Kour Sebkha-Chott
Les derniers membres de la Kour sont :
- Wladimir Ohrelianov II : tyran d'Ohreland depuis 10 000 ans ; c'est un personnage caractériel, prétentieux, aimant à s'éterniser dans des discours improvisés tantôt galvanisateurs (débuts de concerts), tantôt répressifs (milieu / fin de concerts), mais en tout cas menaçant. Les discours de Wladimir Ohrelianov II sont d'un niveau de langage assez élevé, malgré des sautes d'humeur et de vulgarité qui donnent un effet de rupture comique.
- Yüla Slipobitch alias Missy Phillis : prostituée à Ohreland depuis 10 000 ans, elle est également chef des armées. C'est une power-girl, féministe, mais également très gourmande de tous les plaisirs, pour lesquels elle perd facilement ses moyens et devient parfaitement stupide. Elle s'exprime assez peu, et généralement au moyen de cris. Cela dit, à de rares occasions, on a pu l'entendre communiquer dans un français intelligible (dernière piste de Nagah Mahdi - Opuscrits en 48 rouleaux, dans le morceau Ode Letale, et sur divers clips de communication de Sebkha-Chott).
- Souv Ponky Ponk alias Souvenette Sire Shô-De : bras droit du Tyran, c'est le chef des Occuloques, une milice armée, destinée à protéger le Tyran et réprimer la population. Il fait également office de bourreau pendant les concerts. Son niveau hiérarchique par rapport à Yüla Slipobitch n'est pas clair, ce qui occasionne des quiproquos réguliers. Il est incapable d'utiliser des mots, et paraît tout à fait idiot, quoique absolument fidèle et dévolu à Wladimir Ohrelianov II.
- Tupac Promo : c'est l'organe de communication d'Ohreland. Il s'agit d'une marionnette manipulée par Souv Ponky Ponk, à l'origine nommée Didier, mais rebaptisée Tupac Promo en hommage à Tupac Shakur, à la manière duquel il porte désormais un bandana noué sur le front. Tupac Promo signe la plupart des communiqués de Sebkha-Chott en langues crétines (c'est-à-dire en langage moins soutenu que celui du Tyran, et en sortant quelque peu du vocabulaire dédié de la Mythologie Ohrelandaise, tel qu'escale, passerelle internet, etc.), et ouvre parfois les concerts, sous la forme d'un présentateur télévision.
- Nots Awful Mitzahal Jacquie et Nots Awful Mitzahal Michel : progéniture posthume et douteuse de Yüla Slipobitch. Ils parlent peu et mal et vouent un culte total à leur Tyran Wladimir Ohrelianov II.

Divinités Ohrelandaises
Dans la Genèse ou GangbangoGenesis d'Ohreland selon Sebkha-Chott, il est fait état de Dieux au pluriel, qui auraient donné Ohreland à Wladimir Ohrelianov II. Pour autant, la seule divinité citée sur scène comme sur CD est Yvette H., Déesse du Death Musette Yvette puis du Mekanik Metal Disco. La citation de son nom est suivie de la phrase « Loués soient son dentiste et son coiffeur ». Il existe quelques représentations d'Yvette H. sur d'anciennes affiches du groupe, mais cela reste anecdotique. En revanche, elle apparaît régulièrement sur le site web du groupe, dont elle est la créatrice.
Panthéon Ohrelandais
Les ex-membres de Sebkha-Chott tenaient les rôles suivants :
- Lahfass Karcher : occuloque
- Cousin Sub : occuloque
- Tzom Trümb : chef milicien,
- Siphon Trounezöhle : savant fou (textuellement savant foutre)
- VaGoDor deu Sahpun : rastafarï albinos vénusien (créé par Siphon Trounezöhle, instaurant un rapport de filiation entre les deux)
- Capt'n'Roses : pirate
- Benoît Popol II : pape ohrelandais
- Jules LeFranc Gaulois Kaïser : proxénète de Yüla Slipobitch
- Comtesse Gnania Del Amafia : aristocrate ohrelandaise (fille de)
- Hrabe Black Sebbath : vampire résistant, prend un rôle de jardinier en couverture
- Alter Frabrovitch : bras droit du Tyran, chef des armées
- MerouMan : super héros de la mer dans laquelle se déverse les égouts, acquis à la cause d'Ohreland
- Mustach'Man : résistant protéiforme
- Comte P.A.Squale Del Amafia : aristocrate mafieux spécialisé dans l'import/export Ohrelandais
- Antòn Pinokiov : pantin sportif de haut niveau
- Comte Benito Del Amafia : aristocrate mafieux spécialisé dans l'import/export Ohrelandais
- Filleul Cristobal Del Amafia : filleul du Comte Benito Del Amafia
- Marx Bonosov : comique plombier
- Labial Aerostick : présentateur télé, minet
- Vedior Bis : Léon Zitrone en interim

#### Principes et concepts
La mythologie Ohrelandaise, les personnages, les discours du Tyran ainsi que les réactions des autres personnages sont autant de moyens de faire passer des messages politiques et des principes chers aux membres de Sebkha-Chott, souvent à travers le second degré ou via des démonstrations ab absurbio. En particulier, la mythologie Ohrelandaise défend :
- le végétarisme (et l'antispécisme en général), les personnages de la Kour Sebkha-Chott sont végétariens ;
- le féminisme (en particulier le porn-féminisme ou féminisme pro-sexe), à travers le personnage de Yüla Slipobitch, mais aussi à travers quelques objets références, tels que la Sainte Trinité à Deux Doigts ;
- l'écologie : à plusieurs reprises, Wladimir Ohrelianov II a évoqué l'usage de toilettes sèches sur Ohreland, ainsi que des systèmes de propulsion propre (physique nucléaire canardo-plastique de salle de bains), l'idée de faire du compost avec le public est également régulièrement proposée en concert ;
- l'anarchisme, avec des attaques régulières sur la démocratie comme un système réitérant la loi du plus fort de manière grégaire.

## Membres

### Membres actuels
- Wladimir Ohrelianov II - basse (1999-2015), chant (2006-2015), machine (2003, 2009-2015), guitare (2009-2015)
- Nots Awful Mitzahal Michel - basse, guitare, flûte, chant (2013-2015)
- Nots Awful Mitzahal Jaquie - batterie, piano toy (2013-2015)

### Anciens membres
- Yüla Slipobitch - batterie (1999-2013), chant, cloches tubulaires, glockenspiel (2009-2013)
- Souv Ponky Ponk - chant, saxophone alto/baryton (2009-2013)
- Antòn Pinokiov - guitare (2000-2004)
- Merouman - guitare (2004-2005)
- Capt'ain Roses - guitare (2005-2008)
- Siphon Trounezöhle - guitare (2008)
- Cousin Sub - guitare (2009)
- Alter Frabrovitch - claviers (2000-2005)
- Benoît Popol II - claviers (2005-2008)
- Wladimir Ohrelianov II - claviers (2008)
- Labial Aerostick - saxophone alto (2002-2004)
- Comte P.A.Squale Del Amafia - saxophone alto/soprano (2004)
- VaGoDor deu Sahpun - saxophone alto/soprano/baryton (2005-2009)
- Marx Bronosov - trombone (2002-2004)
- Tzom Trümb - trombone (2004-2009)
- Benito Del Amafia - trompette (2002-2003)
- Cristobal Del Amafia - trompette (2003-2004)
- Jules LeFranc Gaulois Kaïser - congas/davul/percussions industrielles (2005-2008)
- Tzom Trümb - vibraphone (2008)
- Mustach'Man - chant (2003-2005)
- Hrabe Black Sebbath - chant (2005-2006)
- Gnania Del Amafia - chant (2005-2006)
- Benoît Popol II - chant (2006-2008)
- Capt'n Roses - chant (2006-2008)
- Siphon Trounezöhle - machine (2005-2009)

## Discographie

### Démos
- Ma Kët I
- La Légende de l'electroménager